# Dragozenny podarok
Dragozenny podarok (Originaltitel: Драгоценный подарок, dt.: „Das wertvolle Geschenk“) ist eine sowjetische 3D-Filmkomödie von Alexander Rou aus dem Jahr 1956.

## Handlung
Der Moskauer Karp Trofimowitsch Sidorenko unternimmt mit Freunden anlässlich seines Geburtstages einen Angelausflug. Zugleich reist Sascha, der Freund von Karps Tochter Mascha, mit einem lebenden Hecht aus dem Amur an. Die Familie beschließt, den Fisch heimlich im See auszusetzen, sodass Karp ihn mit Sicherheit fängt. Dies schlägt aber zunächst fehl und am Rande des Angelausfluges kommt es zu mehreren Verwicklungen, u. a. kontrolliert die Ehefrau des teilnehmenden Professors Sperantow das Geschehen, da sie ihren Ehemann der Untreue verdächtigt. Sascha und Mascha stürzen nach dem Aussetzen des Hechts von ihrem Boot ins Wasser und werden von den ausgeworfenen Ködern umringt. Nach einigen Turbulenzen gelingt Karp jedoch der geplante Fang und er wird von seiner Frau den anderen Anglern beglückwünscht.

## Hintergrund und Veröffentlichungen
Dragozenny podarok war der siebente von insgesamt 17 Spielfilmen Alexander Rous und darunter sein einziger, der gänzlich dem Komödiengenre zuzuordnen ist. Nach dem Dokumentarfilm День чудесных впечатлений (Den tschudesnych wpetschatleni, 1949) und der Gogol-Verfilmung Mainacht (1952) setzte Rou erneut die 3D-Technik ein. Im Gegensatz zu den meisten anderen seiner Werke ist Dragozenny podarok in der Gegenwart angesiedelt und enthält keine magischen Elemente. Die Anfangssequenz ist in Gestalt eines Puppentrickfilms realisiert.
In den Nebenrollen sind einige Stammdarsteller des Regisseurs wie Georgi Milljar, Arkadi Zinman und Michail Schtscherbakow vertreten. Lilija Lasukowa als Tochter des Hauptcharakters hatte in Dragozenny podarok hingegen ihren einzigen Filmauftritt. Den am Angelausflug teilnehmenden Apotheker, gespielt von Emmanuil Geller, spricht im Original Georgi Wizin. Außerdem gab Wladislaw Balandin in Dragozenny podarok sein Debüt vor der Kamera.
Der Film lief im Juli 1956 in der Sowjetunion an, am 18. Februar 1960 feierte die ungarischsprachige Fassung Premiere. Des Weiteren existiert eine polnische Version.